# Betül Kaçar
Betül Kaçar (Istanbul, 1983) è un'astronoma e biologa turca-statunitense, docente all'Università del Wisconsin. Dirige un Centro di ricerca astrobiologica della NASA che esplora gli attributi essenziali della vita, le sue origini e come dovrebbero modellare le nostre nozioni di abitabilità e la ricerca della vita su altri mondi..

## Biografia
Kaçar è nata a Istanbul, in Turchia. È stata la prima donna della sua famiglia a ricevere un'istruzione formale. Ha studiato chimica all'Università di Marmara. Ha ricevuto una borsa di studio universitaria all'Howard Hughes Medical Institute per trascorrere un'estate conducendo ricerche scientifiche presso la Emory University studiando chimica organica.  Nel 2004 è tornata alla Emory University conseguendo nel 2010 un dottorato di ricerca in chimica biomolecolare sulla relazione struttura-funzione degli enzimi.
Dopo il dottorato Kaçar è passata allo studio delle origini della vita. È stata nominata borsista post-dottorato della NASA presso il Georgia Institute of Technology nel 2010. Le è stata assegnata una borsa di studio della NASA nel 2011, seguita da un finanziamento da parte del NASA Astrobiology Institute and Exobiology Branch nel 2013. È entrata a far parte dell'Università di Harvard nel 2014, dove ha guidato un gruppo di ricerca indipendente presso il Dipartimento di Biologia Organismica ed Evoluzionistica.  Nel 2015, ha ricevuto la Templeton Fellowship ed è diventata membro della Harvard Origins Initiative.
Kacar è stata nominata NASA Early Career Faculty Fellow nel 2019. Nel 2020, ha ricevuto la borsa di studio Scialog per i suoi studi sulla vita nell'universo da Research Corporation e Science Advancement.

## Ricerca
La ricerca di Kacar abbraccia le origini della vita, l'evoluzione iniziale, la vita nell'universo e il modo in cui possono essere compresi i meccanismi molecolari dell'evoluzione. Dirige un Centro di Astrobiologia della NASA in paleobiologia molecolare per comprendere i pianeti alieni e la vita antica.  È la prima donna turca e la scienziata più giovane a guidare un centro di ricerca della NASA. È stata la prima a resuscitare un antico gene all'interno di un moderno genoma microbico. Ha coniato il termine "paleofenotipo", ricostruendo ed esaminando la storia evolutiva dei componenti contemporanei e quindi collegando i loro fenotipi a biofirme per fornire informazioni sulle innovazioni che sono radicate nella documentazione rocciosa e quindi nel contesto geologico ed ecologico. Nel 2020, ha proposto una possibile applicazione della chimica prebiotica, la protospermia, inviando la capacità chimica affinché la vita emerga su un altro corpo planetario. Il suo gruppo di ricerca ha definito lo "stallo evolutivo" come un meccanismo evolutivo per impedire a un modulo di raggiungere il suo picco di prestazione locale e quindi imporre un carico genetico, vale a dire, l'organismo che trasporta un modulo in stallo subisce un costo di fitness relativo a un organismo il cui modulo le prestazioni sono ottimali.
Kacar è professore presso l'Università del Wisconsin, nel Dipartimento di Batteriologia. È anche professore associato dell'Earth-Life Science Institute presso il Tokyo Institute of Technology. È stata descritta come un "membro di spicco" del NASA Astrobiology Institute. Ha ricevuto oltre 9 milioni di dollari in sovvenzioni come ricercatrice principale.

## Lavoro comunitario
Kacar ha co-fondato l'unica rete di sensibilizzazione e di base SAGANet che serve insegnanti e studenti nella ricerca astrobiologica a livello globale. Nel 2011 Kacar è diventato membro del Blue Marble Space Institute of Science. In precedenza ha fatto parte del Global Science Coordinator per la rete ELSI Origins con l'obiettivo di aumentare la partecipazione dei ricercatori all'inizio della carriera nel campo delle origini della vita. Ha discusso della ricerca di vita aliena nel SXSW nel 2020.  Ha collaborato con la campagna delle Nazioni Unite per l'uguaglianza delle generazioni di donne del 2020 per sostenere l'istruzione delle ragazze e delle donne a livello globale.

## Premi e riconoscimenti
L'asteroide 284919 Kaçar, scoperto dagli astronomi utilizzando il telescopio spaziale WISE nel 2010, è stato chiamato in suo onore. La citazione ufficiale della denominazione è stata pubblicata dal gruppo di lavoro per la nomenclatura dei piccoli corpi dell'IAU l'8 novembre 2021.